# Геологія Суринаму
Геологічна будова Суринаму.
Суринам розташований на північно-східній частині Ґвіанського щита, лише узбережжя зайняте вузькою смугою периокеанічного прогину.
На заході країни оголюються породи архею — високометаморфізовані чарнокітові ґрануліти і силіманітові гнейси серії Фалаватра, гранітоїди і основні інтрузиви.
На сході поширені нижньопротерозойські геосинклинальні метаморфізовані породи серії Маровейне, в яких (знизу вгору) виділяють світи Парамака (осадово-вулканогенні), Матапі (спіліти), Арміна (конґломерати і філіти), Розебел і Стон (пісковики, конґломерати, кварцити). У породах серії Маровейне розміщується більшість родовищ залізних, марганцевих, золотих і рідкіснометалічних руд. До нижнього протерозою належать габроїди комплексу Де-Гоя, з якими асоціюють рудопрояви нікелю і хромітів.
У центрі і на півдні Сурінаму широко розвинені гранітоїди і кислі ефузиви комплексу Дальбана, формування яких пов'язане з трансамазонським орогенічним циклом (1800±40 млн років).
У центральній частині країни збереглися залишки протерозойського осадового чохла — уламкові відклади серії Рорайма (1600±50 млн років). До середнього протерозою належать сілли і дайки долеритів Аванаріву. Долеритові дайки комплексу Апату належать до палеозою.
Периокеанічний прогин в північній частині Сурінаму виконаний піщано-глинистими відкладами пізньої крейди — голоцену потужністю 2000 м (серія Корантейн), що залягають безпосередньо на докембрійському фундаменті. З великою перервою в осадонакопиченні (олігоцен) пов'язане формування бокситоносних кір вивітрювання, в четвертинних гірських порід відомі розсипи золота, алмазів і родовища кварцових пісків.